# Шакинское староство
Шакинское староство (лит. Šakynos seniūnija) — одно из 11 староств Шяуляйского района, Шяуляйского уезда Литвы. Административный центр — местечко Шакина.

## География
Расположено на северо-западе Литвы, в северной части Шяуляйского района, на Жемайтской возвышенности.
Граничит с Куршенайским сельским староством на юго-западе и юге, Грузджяйским — на юге и востоке, Гайжайчяйским староством Йонишкского района — на северо-востоке, Круопяйским староством Акмянского района — на севере, и Папильским староством Акмянского района — на западе.

## Население
Шакинское староство включает в себя местечко Шакина, 36 деревень и 1 хутор.